# Григорий из Сполето
Григорий (умучен в 304 году) — священномученик из Сполето. Дни памяти — 24 декабря согласно Римскому мартирологу, 23 декабря в Кёльне, 22 декабря в Сполето, 2 января в Трире.
Святой Григорий, священник из Сполето, после долгих мучений был обезглавлен по приказу императора Диоклетиана 24 декабря 304 года. Согласно преданию, его останки были брошены диким зверям, которых держали для публичных игрищ. Однако благочестивая христианка, имя которой осталось неизвестным, выкупила их за большие деньги и приготовила к погребению.
По приказу императора Священной Римской Империи Отто I мощи святого были перенесены в Кёльн вместе с мощами свв. Феликса и Набора. В 993 году часть мощей святого была перенесена в Трир епископом Эгбертом.